# یورگن کیسنر
یورگن کیسنر (انگلیسی: Jürgen Kissner؛ زادهٔ ۱۸ اوت ۱۹۴۲) دوچرخه‌سوار اهل آلمان است.
وی در مسابقات کشوری و بین‌المللی در مجموع برندهٔ ۱ مدال نقره شده‌است.